# Ajani Fortune
Ajani Fortune, né le 30 décembre 2002 à Raleigh aux États-Unis, est un footballeur international trinidadien. Il joue au poste de milieu relayeur à Atlanta United.

## Biographie
Né à Raleigh aux États-Unis, Ajani Fortune est formé à l'Inter Development Fútbol avant de rejoindre Atlanta United.

### Carrière en club
Le 11 juillet 2020, à l'âge de 17 ans, il fait ses débuts professionnels avec Atlanta United 2, le club affilié d'Atlanta United en USL Championship contre les Rowdies de Tampa Bay. Cette même saison, Ajani Fortune délivre sa première passe décisive à Phillip Goodrum contre Memphis 901. Le 13 septembre 2020, il inscrit son premier but professionnel contre le Miami FC d'une frappe du pied droit de l'extérieur de la surface.
Le 27 août 2021, Fortune signe un contrat professionnel avec Atlanta United 2.
Après une série de bonnes performances avec Atlanta United 2, Atlanta United récompense le joueur en lui offrant un contrat de Homegrown Player avec l'équipe première du club, devenant seulement le 14e joueur dans l'histoire de la franchise à passer de l'académie à l'équipe première. Fortune est ensuite nommé par l'entraîneur principal, l'ancien milieu de terrain de West Ham United, Jack Collison, capitaine de l'équipe d'Atlanta United 2 jusqu'à la fin de la saison 2022 de l'USL.
Fortune fait ses débuts en Major League Soccer contre le Charlotte FC le 11 mars 2023, devenant ainsi le plus jeune joueur trinidadien à le faire.
Le 10 juin 2023, Fortune est titulaire pour la première fois de sa carrière pour les Five Stripes en MLS contre D.C. United.

### Carrière internationale
Fortune est sélectionné avec Trinité-et-Tobago chez les moins de 17 ans pour le Championnat de la CONCACAF des moins de 17 ans 2019. Fortune joue les quatre matchs pour Trinité-et-Tobago alors que l'équipe est éliminée au deuxième tour du tournoi.
À 18 ans, Fortune est appelé pour la première fois en équipe nationale en janvier 2021 à l'occasion d'un match amical contre les États-Unis. Il fait ses débuts dans le match, en tant que titulaire.
En juin 2023, Fortune est retenu dans les 23 pour la Gold Cup 2023. Lors du match d'ouverture du tournoi contre Saint-Christophe-et-Niévès, le 25 juin, il inscrit son premier but, puis le second lors de la victoire 3-0 de son pays.

## Vie privée
Le frère de Fortune, Dre est aussi international trinidadien.